# Мищекски език
Мищекският език (Tu'un Sávi или Dà'àn Dávi) е език от групата на мищекските езици, които са част от ото-мангейското езиково семейство. Езикът е говорен от мезоамерикански народи, обитаващи мексиканските щати Оахака, Гереро и Пуебла. Това е най-говореният език от групата на мищекските езици.
Съществуват думи от езика, които се изговарят различно в отделните градове.
Името мищек (а) е комбинация от думите от езика науатъл, означаващи „облак“ (mix) и „местообитател“ (teca). В мищекския език думата означава „дума на дъжда“.
Мищеките разработват своя собствена логографска система за писане през посткласическия период в мезоамериканската история, от около 1000 г. пр.н.е., и я използват за писане на генеалогия, история и митове до 1522 г., когато са завладени от испанците, които са унищожили много от кодексите, написани на мищекски език.